# Campeonato Baiano de Futebol Feminino de 2018
O Campeonato Baiano de Futebol Feminino de 2018, ou Baianão Feminino 2018, foi a 31ª edição da principal divisão do futebol baiano. Foi realizada e organizada pela Federação Baiana de Futebol e disputada por 15 clubes entre os dias 13 de outubro e 8 de dezembro.
Foi marcada por ter a maior goleada aplicada. O jogo da goleada aconteceu no dia 20 de outubro, no CT Manoel Pontes Tanajura em Salvador. A partida foi valida pela 1ª Fase do Grupo B, na Rodada 2 entre o Vitória e o Redenção, pelo placar de 28 a 0.

## Regulamento
O campeonato foi disputado por quinze clubes divididos em quatro grupos. Na primeira fase, os times enfrentaram apenas os clubes do mesmo grupo, totalizando seis rodadas. Os dois melhores classificados de cada chave avançaram para a segunda fase, quartas-de-final. Todos os confrontos da fase eliminatória, (com exceção da final) aconteceram em dois jogos e, em caso de empate em pontos (uma vitória para cada time ou dois empates), o primeiro critério de desempate foi o saldo de gols na fase final. Apenas na quarta fase (FINAL), o título do campeonato foi decidido em dois jogos, ida e volta.

### Critérios de desempate
Caso haja empate de pontos entre dois clubes, os critérios de desempates são aplicados na seguinte ordem:

1. Número de vitórias
2. Saldo de gols
3. Gols marcados
4. Número de cartões vermelhos
5. Número de cartões amarelos
6. Sorteio
7. Penalidades

## Equipes participantes
| Equipe                                      | Cidade                 | Em 2017 | Estádio (Mando)                    | Capacidade | Títulos (Último) | Part. |
| ------------------------------------------- | ---------------------- | ------- | ---------------------------------- | ---------- | ---------------- | ----- |
| Liga Araciense de Desportos                 | Araci                  |         | —                                  | —          | 0 (não possui)   |       |
| Conquista Futebol Clube                     | Vitória da Conquista   |         | Lomanto Júnior                     | 15 000     | 0 (não possui)   |       |
| Feira de Santana Futebol Clube              | Feira de Santana       |         | Vila Olímpica Dival Souza          | —          | 0 (não possui)   |       |
| Flamengo de Feira Futebol Clube Feminino    | Feira de Santana       | 4°      | —                                  | —          | 5 (em 2000)      | 8     |
| Galícia Esporte Clube                       | Salvador               |         | Parque Santiago                    | 2 000      | 1 (em 1999)      |       |
| Jequié Esporte Clube                        | Jequié                 |         | Waldomiro Borges                   | 2 000      | 0 (não possui)   |       |
| Juventude Esportiva de Vitória da Conquista | Vitória da Conquista   |         | —                                  | —          | 0 (não possui)   | 2     |
| Associação Desportiva Lusaca                | Dias d'Ávila           | 1°      | Waldomiro Borges                   | 2 000      | 1 (em 2017)      | 12    |
| Liga Desportiva de Amadores Maracaense      | Maracás                |         | —                                  | —          | 0 (não possui)   |       |
| Liga Desportiva Quijinguense                | Quijingue              |         | Estádio Municipal Antônio da Silva | —          | 0 (não possui)   |       |
| Redenção Futebol Clube                      | Salvador               |         | Parque Santiago de Compostela      | —          | 0 (não possui)   |       |
| São Francisco do Conde Esporte Clube        | São Francisco do Conde |         | Junqueira Ayres                    | 3 000      | 14 (em 2015/16)  | 16    |
| Liga Desportiva de Vera Cruz                | Vera Cruz              |         | —                                  | —          | 0 (não possui)   |       |
| Esporte Clube Vitória                       | Salvador               | 3°      | CT Manoel Pontes Tanajura          | —          | 1 (em 2016/17)   | 6     |
| Esporte Clube Ypiranga                      | Salvador               |         | Pituaçu                            | 32 157     | 0 (não possui)   |       |

## Fase final
Em Itálico as equipes que fazem os jogos com seu mando de campo e na Final a equipe que faz o 2º jogo em casa.
|  | Quartas de final 24 e 25 de novembro | Quartas de final 24 e 25 de novembro | Quartas de final 24 e 25 de novembro |        |                  | Semifinais 1 e 2 de dezembro | Semifinais 1 e 2 de dezembro | Semifinais 1 e 2 de dezembro |  |  | Final 5 e 8 de dezembro | Final 5 e 8 de dezembro | Final 5 e 8 de dezembro | Final 5 e 8 de dezembro | Final 5 e 8 de dezembro |
|  |                                      |                                      |                                      |        |                  |                              |                              |                              |  |  |                         |                         |                         |                         |                         |
|  | 1D                                   | Vitória                              | 8                                    |        |                  |                              |                              |                              |  |  |                         |                         |                         |                         |                         |
|  | 2D                                   | Flamengo de Feira                    | 0                                    |        |                  |                              |                              |                              |  |  |                         |                         |                         |                         |                         |
|  | 2D                                   | Flamengo de Feira                    | 0                                    |        | S1               | Vitória                      | 1                            |                              |  |  |                         |                         |                         |                         |                         |
|  |                                      |                                      |                                      |        | S1               | Vitória                      | 1                            |                              |  |  |                         |                         |                         |                         |                         |
|  |                                      | S4                                   | Jequié EC                            | 0      |                  |                              |                              |                              |  |  |                         |                         |                         |                         |                         |
|  | 1C                                   | S4                                   | Jequié EC                            | 0      | Jequié EC        | 3                            |                              |                              |  |  |                         |                         |                         |                         |                         |
|  | 1C                                   |                                      |                                      |        | Jequié EC        | 3                            |                              |                              |  |  |                         |                         |                         |                         |                         |
|  | 2C                                   | São Francisco EC                     | 0                                    |        |                  |                              |                              |                              |  |  |                         |                         |                         |                         |                         |
|  |                                      |                                      |                                      |        |                  |                              |                              |                              |  |  | F1                      | Vitória                 | 0                       | 2                       |                         |
|  |                                      |                                      | F2                                   | Lusaca | 0                | 0                            |                              |                              |  |  |                         |                         |                         |                         |                         |
|  | 1A                                   | Lusaca                               | 2                                    |        |                  |                              |                              |                              |  |  |                         |                         |                         |                         |                         |
|  | 2A                                   | Conquista                            | 1                                    |        |                  |                              |                              |                              |  |  |                         |                         |                         |                         |                         |
|  | 2A                                   | Conquista                            | 1                                    |        | S2               | Lusaca                       | 1                            |                              |  |  |                         |                         |                         |                         |                         |
|  |                                      |                                      |                                      |        | S2               | Lusaca                       | 1                            |                              |  |  |                         |                         |                         |                         |                         |
|  |                                      | S3                                   | Feira de Santana                     | 0      |                  |                              |                              |                              |  |  |                         |                         |                         |                         |                         |
|  | 1B                                   | S3                                   | Feira de Santana                     | 0      | Feira de Santana | 3                            |                              |                              |  |  |                         |                         |                         |                         |                         |
|  | 1B                                   |                                      |                                      |        | Feira de Santana | 3                            |                              |                              |  |  |                         |                         |                         |                         |                         |
|  | 2B                                   | Ypiranga                             | 2                                    |        |                  |                              |                              |                              |  |  |                         |                         |                         |                         |                         |

## Premiação
| Campeão Baiano Feminino de 2018 |
| ------------------------------- |
| Vitória Campeão (2° título)     |

## Artilharia
Atualizado até 16 de julho de 2019
| Pos. | Jogadora      | Equipe    | Gols |
| ---- | ------------- | --------- | ---- |
| 1    | Valeria Silva | Vitória   | 22   |
| 2    | Juliana       | Jequié EC | 12   |
| 3    | Gabrielle     | Jequié EC | 11   |
| 4    | Juliana Lima  | Vitória   | 10   |